# Magnesiocoulsonite
La magnesiocoulsonite (simbolo IMA: Mcou) è un minerale molto raro del supergruppo dello spinello e in particolare degli ossispinelli, nella cui famiglia occupa un posto nel sottogruppo dello spinello appartenente alla classe minerale degli "ossidi e idrossidi" e possiede la composizione chimica idealizzata MgV2O4. Da un punto di vista chimico, la magnesiocoulsonite è quindi un ossido di magnesio-vanadio o spinello di vanadio.
La magnesiocoulsonite è l'analogo del magnesio della coulsonite (FeV2O4) simile alla coppia analoga cromite (FeCr2O4) – magnesiocromite (MgCr2O4) e forma una serie cristallina mista con quest'ultima. A causa della formazione di cristalli misti, parte del vanadio viene solitamente sostituito dal cromo, motivo per cui la formula è anche data come Mg(V3+,Cr3+)2O4 in varie fonti.

## Etimologia e storia
Il composto sintetico MgV2O4 era già stato descritto nel 1947 da Walter Rüdorff e Bertold Reuter e la sua struttura cristallina era stata studiata.
La formazione naturale del composto è stata scoperta per la prima volta nella cava di marmo del Pereval vicino a Sljudjanka vicino al Lago Bajkal nella regione russa della Siberia Orientale ed è stata scoperta nel 1995 da L.Z. Reznitskii, E.V. Sklyarov, Z.F. Ushchapovskaya. In riferimento al suo contenuto di magnesio e alla sua relazione con la coulsonite, Sklyarov e Ushchapovskaya chiamarono il minerale magnesiocoulsonite (in russo: Магнезиокулсонит).
Il campione tipo del minerale è esposto nel Museo Mineralogico dell'Accademia russa delle scienze di Mosca con il numero di catalogo 88235–88237.

## Classificazione
L'attuale classificazione dell'Associazione Mineralogica Internazionale (IMA) colloca la magnesiocoulsonite nel supergruppo dello spinello, dove si trova insieme a cromite, cocromite, coulsonite, cuprospinello, dellagiustaite, deltalumite, franklinite, gahnite, galaxite, guite, hausmannite, hercynite, hetaerolite, jacobsite, maghemite, magnesiocromite, magnesioferrite, magnetite, manganocromite, spinello, termaerogenite, titanomaghemite, trevorite, vuorelainenite e zincocromite con i quali forma il sottogruppo dello spinello all'interno degli ossispinelli. Fanno parte di questo gruppo anche la chihmingite e la chukochenite descritte dopo il 2018, nonché la nicromite, il cui nome non è stato ancora riconosciuto dal CNMNC dell'IMA.
Già nell'obsoleta, ma ancora in uso 8ª edizione della sistematica minerale secondo Strunz, la magnesiocoulsonite apparteneva alla classe minerale di "ossidi e idrossidi" e lì alla classe degli "ossidi con rapporto di quantità materiale metallo : ossigeno = 3 : 4 (spinello tipo M3O4 e composti correlati)", dove veniva catalogata insieme a brunogeierite, coulsonite, qandilite, ulvöspinello, vuorelainenite con i quali formava il gruppo degli "spinelli V/Ti/Ge" con il sistema nº IV/B.03.
La 9ª edizione della sistematica minerale di Strunz, in vigore dal 2001 e utilizzata dall'IMA, classifica anch'essa la magnesiocoulsonite nella classe degli ossidi con un rapporto di quantità di materiale "metallo : ossigeno = 3 : 4 e simili". Tuttavia, questa è ulteriormente suddivisa in base alla dimensione relativa dei cationi coinvolti, in modo che il minerale possa essere trovato in base alla sua composizione nella suddivisione "Con solo cationi di medie dimensioni", dove si trova insieme a brunogeierite, cromite, cocromite, coulsonite, cuprospinello, filipstadite, franklinite, gahnite, galaxite, hercynite, jacobsite, magnesiocromite, magnesioferrite, magnetite, manganocromite, nicromite, qandilite, spinello, trevorite, ulvospinello, vuorelainenite e zincocromite con i quali forma il "gruppo spinello" con il sistema nº 4.BB.05.
Anche la classificazione dei minerali di Dana, che viene utilizzata principalmente nel mondo anglosassone, elenca la magnesiocoulsonite nella classe degli "ossidi e idrossidi" e lì nella sottoclasse degli "ossidi multipli"; la si trova insieme alla coulsonite e alla vuorelainenite nel "sottogruppo del vanadio" con il sistema nº 07.02.04 all'interno della suddivisione "ossidi multipli (A+B2+)2X4, gruppo dello spinello".

## Chimica
La composizione teorica della magnesiocoulsonite contiene il 12,78% di magnesio (Mg), il 53,57% di vanadio (V) e il 33,65% di ossigeno (O). Nella forma di ossido, ciò corrisponde al 21,19% in peso di ossido di magnesio (MgO) e al 78,81% in peso di ossido di vanadio(III) V2O3. Al contrario, i campioni esaminati provenienti dalla località tipo Pereval in Russia contenevano solo il 20,90 % di ossido di magnesio e il 50,07% di ossido di vanadio(III), ma un ulteriore 28,09% di triossido di dicromo (C2O3) , suggerendo la formazione di cristalli misti con magnesiocromite, nonché mescolanze minori dello 0,36% ossido di alluminio (Al2O3), 0,2% ossido ferroso (FeO), 0,18% di ossido di magnesio (MnO) e 0,14% biossido di titanio (TiO2).
Basata su quattro atomi di ossigeno, la formula empirica è la seguente:
{\displaystyle \mathrm {(Mg_{0.99}Fe_{0.01})_{\Sigma =1.00}(V_{1.28}Cr_{0.71}Al_{0.01})_{\Sigma =2.00}O_{4.00}} }

## Abito cristallino
La magnesiocoulsonite cristallizza nel sistema cristallino cubico nella struttura dello spinello con il gruppo spaziale Fd3m (gruppo nº 227); possiede costante di reticolo a = 8,38 Å e 8 unità di formula per cella unitaria.

## Proprietà
Il minerale è insolubile in acido cloridrico (HCl) e acido nitrico (HNO3). Al microscopio a luce riflessa, non sono visibili riflessi di alcun tipo. Anche le possibili proprietà pleocroistiche non sono state osservate.

## Origine e giacitura
La magnesiocoulsonite si forma come minerale accessorio nelle rocce metamorfiche contenenti cromo e vanadio. I minerali complementari includono tremolite contenente cromo e vanadio, goldmanite, clorite e muscovite, nonché calcite, kämmererite, florensovite, kalininite, karelianite, magnesiocromite contenente vanadio, pirite e quarzo.
L'unica località conosciuta per la magnesiocoulsonite è la sua località tipo Pereval nella Siberia Orientale, in Russia.

## Forma in cui si presenta in natura
Finora, la magnesiocoulsonite è stata scoperta solo sotto forma di grani irregolari o grossolanamente ottaedrici fino a circa 0,3 mm di diametro. Il minerale è opaco e presenta una lucentezza metallica sulle superfici dei cristalliti neri. Anche il colore dello striscio della magnesiocoulsonite è nero, mentre il colore del riflesso al microscopio a luce riflessa appare grigio chiaro.